# Herman Meyboom
Herman Meyboom (Surabaya, Java, Indonèsia, 23 d'agost de 1889 – ?) va ser un nedador i waterpolista belga que va competir a principis del segle xx.
En el seu palmarès destaquen dues medalles en la competició de waterpolo dels Jocs Olímpics: una de plata als de Londres de 1908, i una de bronze als d'Estocolm de 1912. Com a nedador disputà els 100 metres lliures als Jocs de Londres i d'Estocolm, però quedà eliminat en sèries.